# Hilaroleopsis obesa
Hilaroleopsis obesa är en skalbaggsart som först beskrevs av Bates 1881.  Hilaroleopsis obesa ingår i släktet Hilaroleopsis och familjen långhorningar.
Artens utbredningsområde är:
- Guatemala.
- Honduras.

Inga underarter finns listade i Catalogue of Life.